# Tereza Hlavsová
Tereza Hlavsová (* 24. November 1986 in Ústí nad Orlicí; † 18. Februar 2006 in Hejnice u Žamberka) war eine tschechische Biathletin.
Tereza Hlavsová startete für OEZ Letohrad. Sie gab ihr internationales Debüt im Rahmen der Biathlon-Juniorenweltmeisterschaften 2003 in Kościelisko und gewann sofort in ihrem ersten Rennen, dem Einzel, den Titel. Im Sprint wurde sie 12. und verbesserte sich im folgenden Verfolgungsrennen auf den vierten Rang und verpasste damit knapp eine zweite Medaille. Die zweite Medaille gewann sie mit der tschechischen Staffel. Im weiteren Jahresverlauf nahm sie an den Juniorenrennen der Sommerbiathlon-Weltmeisterschaften 2003 in Forni Avoltri teil, wo sie 12. des Sprints, 15. der Verfolgung, Siebte des Massenstartrennens und mit Michaela Balatková und Klara Moravková die Bronzemedaille mit der Staffel gewann.
In der Saison 2003/04 debütierte Hlavsová im Junioren-Europacup. Bei den Juniorenweltmeisterschaften 2004 in Haute-Maurienne verpasste sie als Viertplatzierte des Einzels eine erneute Platzierung in den Medaillenrängen. Auch als 12. des Sprints und Siebte der Verfolgung schaffte sie gute Resultate aber kam nicht in unmittelbarer Nähe der Medaillenplätze.
Wenig später startete die Tschechin in Minsk bei den Europameisterschaften. Dort gewann sie mit Balatková und Moravková Staffelbronze. Auch im Sprint belegte sie hinter Uljana Denissowa und Krystyna Pałka den dritten Platz. Im auf dem Sprint basierenden Verfolgungsrennen verschlechterte sie sich auf den zehnten Rang und wurde 12. des Einzels.
Drittes Großereignis des Jahres wurden die Sommerbiathlon-Weltmeisterschaften 2004 in Osrblie. Dort erreichte Hlavsová als Neunte in Sprint und Massenstart, als Zehnte der Verfolgung und als Siebte im Staffelrennen in allen Rennen Top-Ten-Platzierungen. Weniger gut waren die Ergebnisse bei den Juniorenweltmeisterschaften 2005 in Kontiolahti, wo sie 26. des Einzels, Sechste des Sprints, 12. in der Verfolgung und 15. mit der tschechischen Staffel wurde. Es folgten die Sommerbiathlon-Weltmeisterschaften 2005 in Muonio. Zunächst kam Hlavsová bei den Junioren zum Einsatz. Sie wurde 17. des Sprints, Elfte der Verfolgung und 14. des Massenstarts. Für das Staffelrennen wurde sie in die Frauenstaffel berufen und gewann als Startläuferin an der Seite von Pavla Matyášová, Klára Moravcová und Michaela Balatková die Bronzemedaille. Letzte internationale Meisterschaft wurden die Juniorenweltmeisterschaften 2006 in Presque Isle. Hlavsová wurde 27. des Einzels, 13. des Sprints und 15. der Verfolgung. Nur kurze Zeit später kam sie bei einem Autounfall ums Leben.